# 알파베틱 타워

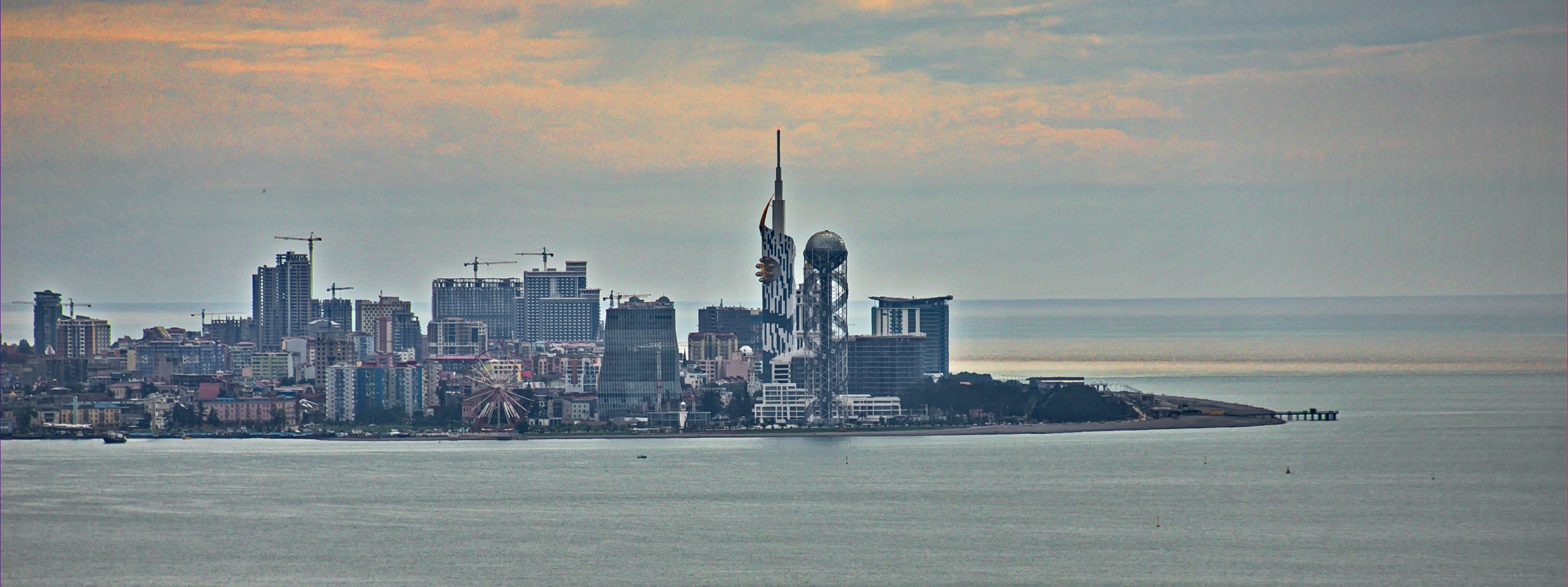
바투미의 파노라마 속의 알파베틱 탑

알파베틱 타워(조지아어: ანბანის კოშკი)는 조지아 바투미에 세워진 130m의 탑이다.

## 같이 보기
- 조지아의 마천루 목록